# Yehuda Afek

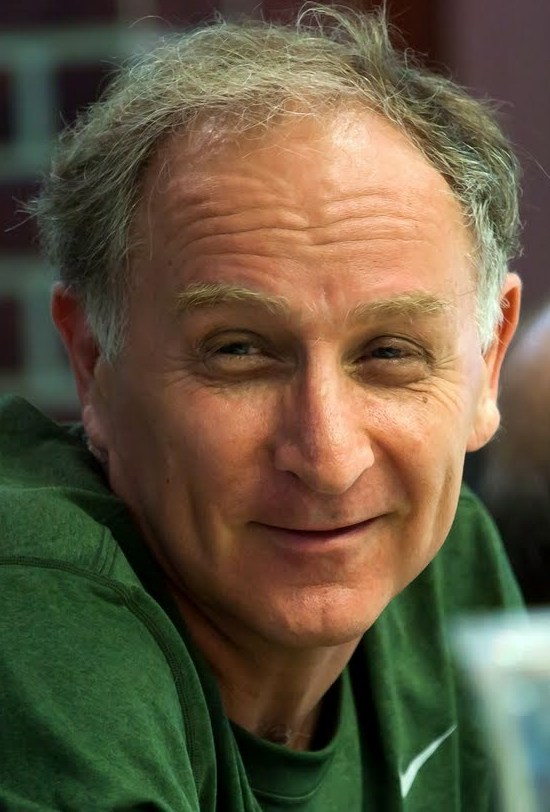
Yehuda Afek

Yehuda Afek (hebräisch יהודה אפק‎; * 1952) ist der Mitbegründer und Cheftechnologe von  Riverhead Networks in den USA. Er ist Experte für Netzwerksicherheit.
Afek wurde in Israel als Sohn  von Mirjam und Menachem Pinkhof geboren, welche im Zweiten Weltkrieg der niederländischen Widerstandsbewegung angehörten und nach dem Krieg nach Israel auswanderten. Afek hat seinen Wohnort in den USA und ist Professor für Informatik an der Universität Tel Aviv. Davor arbeitete er beim amerikanischen Telefonunternehmen AT&T.
Afek promovierte im Jahre 1985 in der Informatik/Computertechnik an der Universität von Kalifornien, Los Angeles.